# IJkdijk

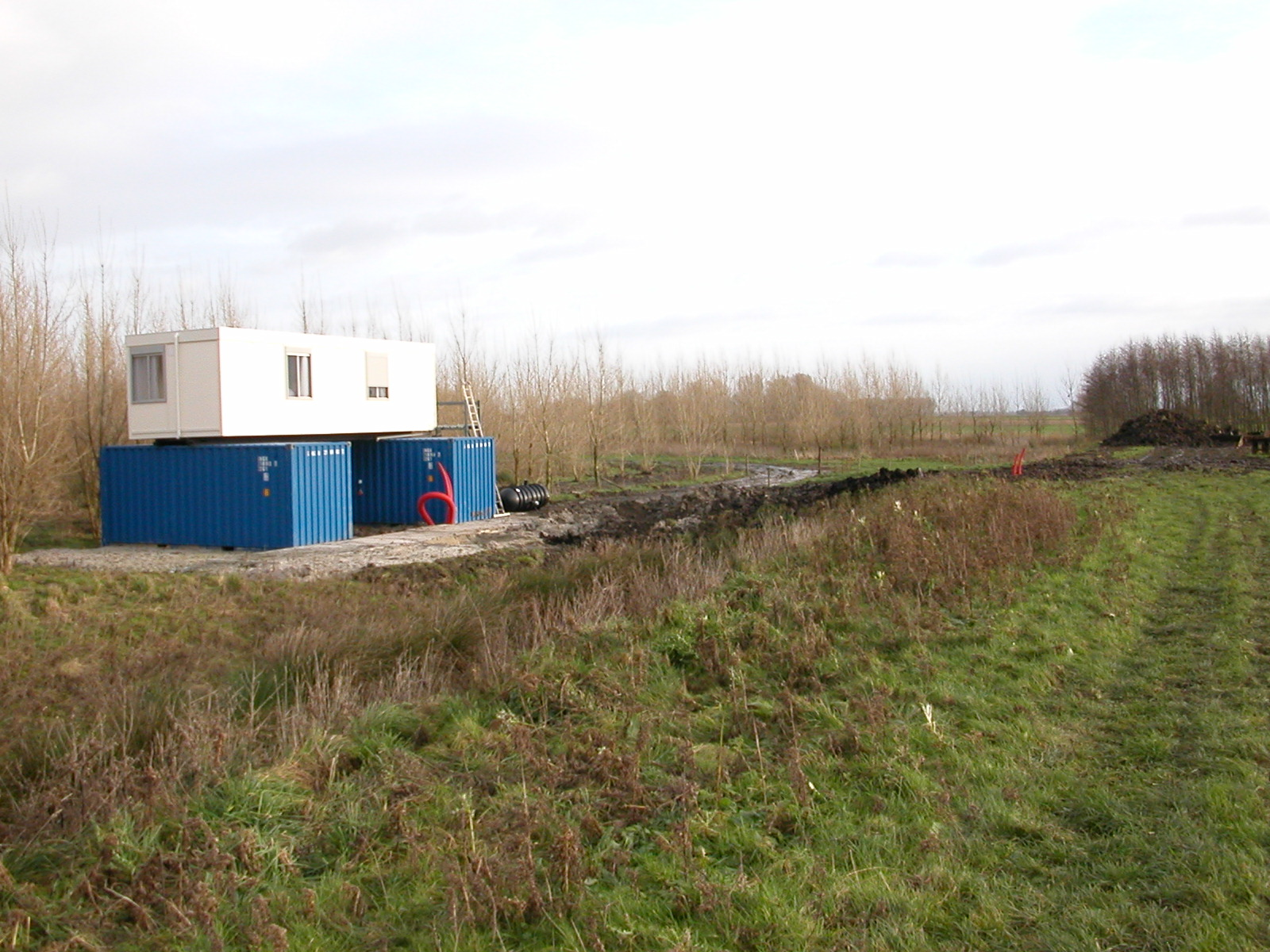
Observatiepost bij IJkdijk

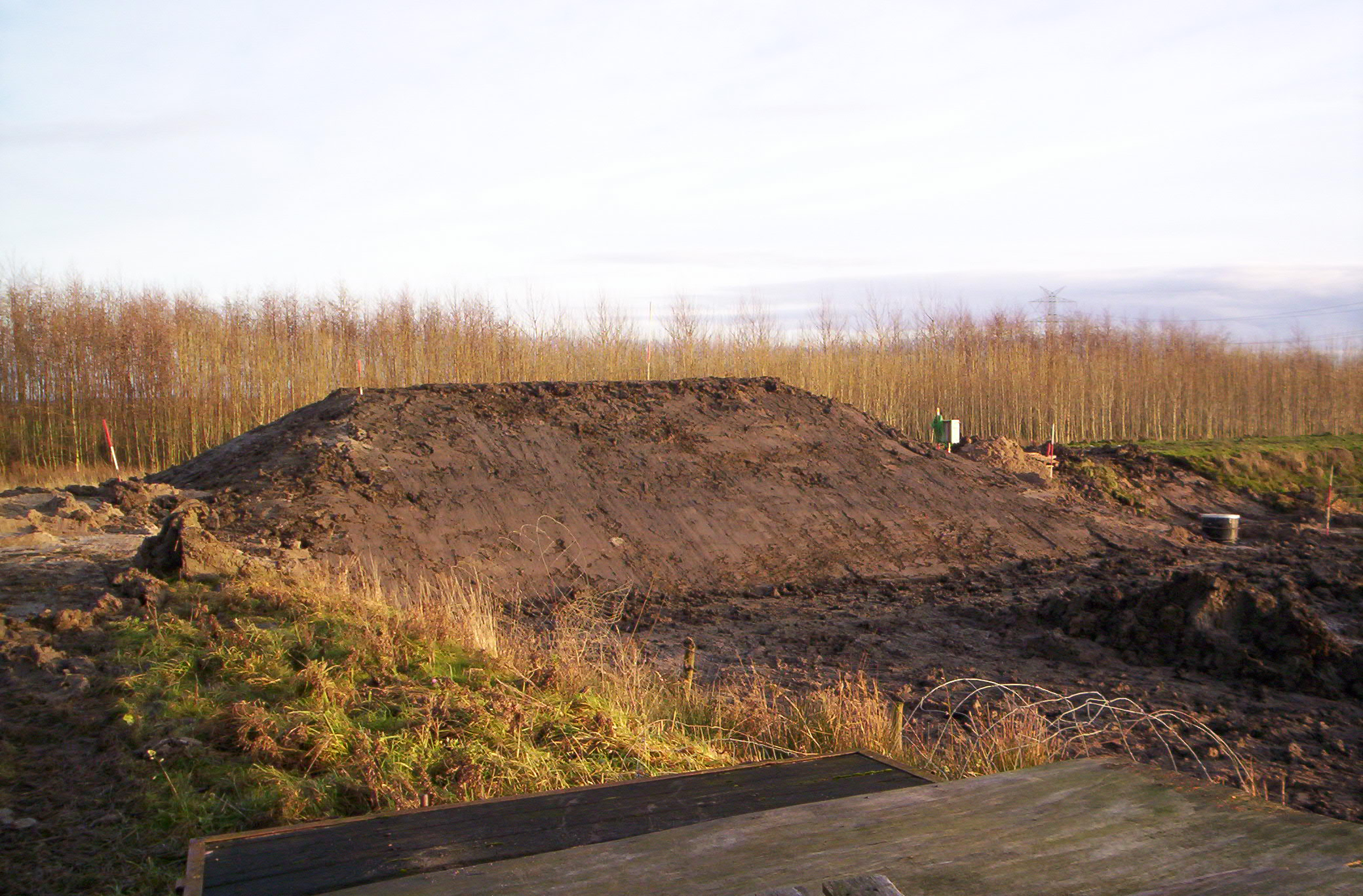
Testdijk op het IJkdijkterrein, foto genomen in de januari 2007. Deze dijk is veertien meter breed en, vanaf de voet, vier meter hoog. Tijdens de opening van de IJkdijk, begin november 2007, werd de linker helft vernield door een zogenaamde golfoverslagsimulator. In de testdijk zitten sensoren die vocht, waterdruk en geluid registreren.

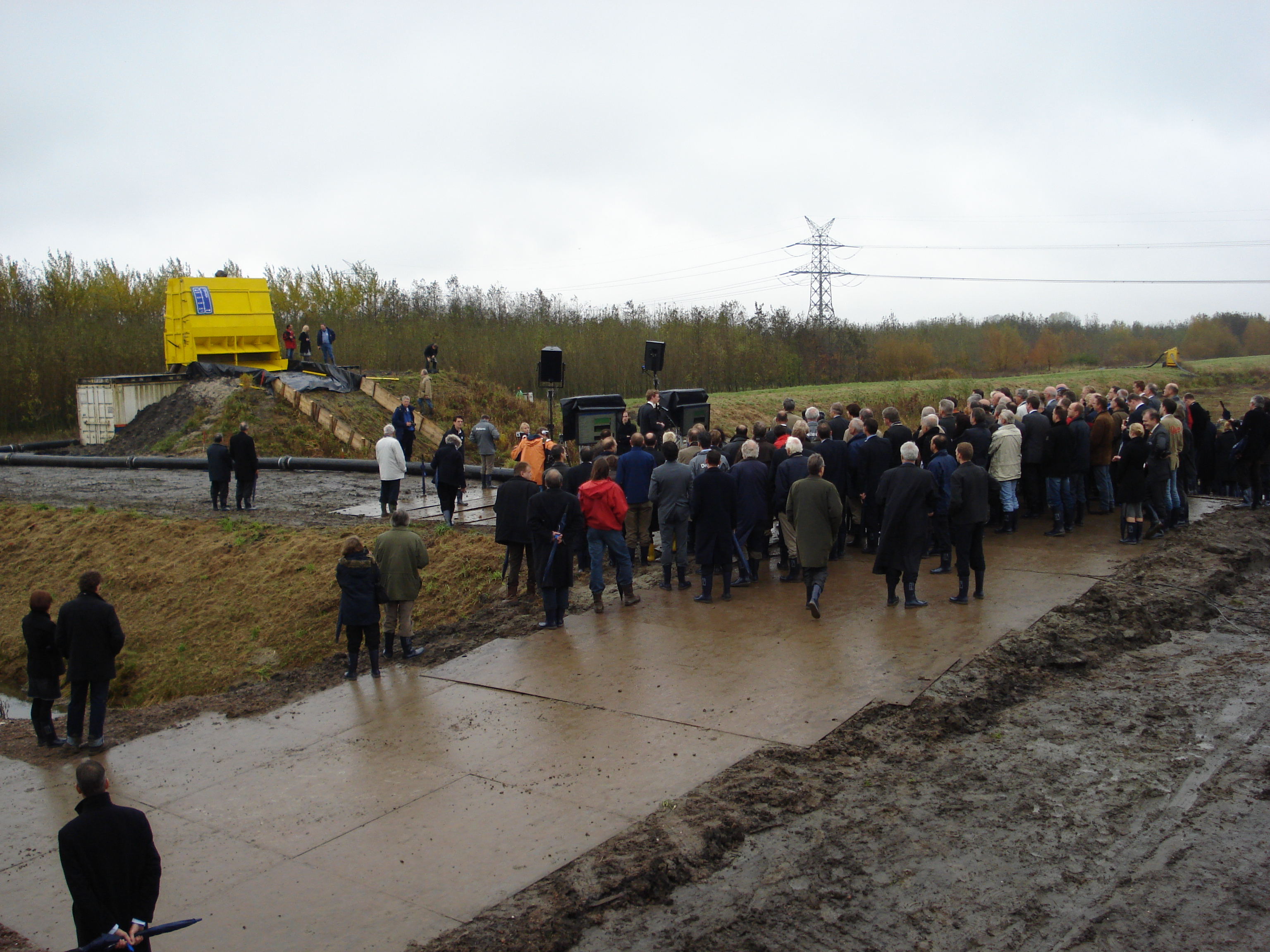
De testdijk tijdens de opening van de IJkdijk op 2 november 2007. De gele machine is een golfoverslagsimulator die over de landzijde van de dijk golven van 14m³ kan laten stromen.

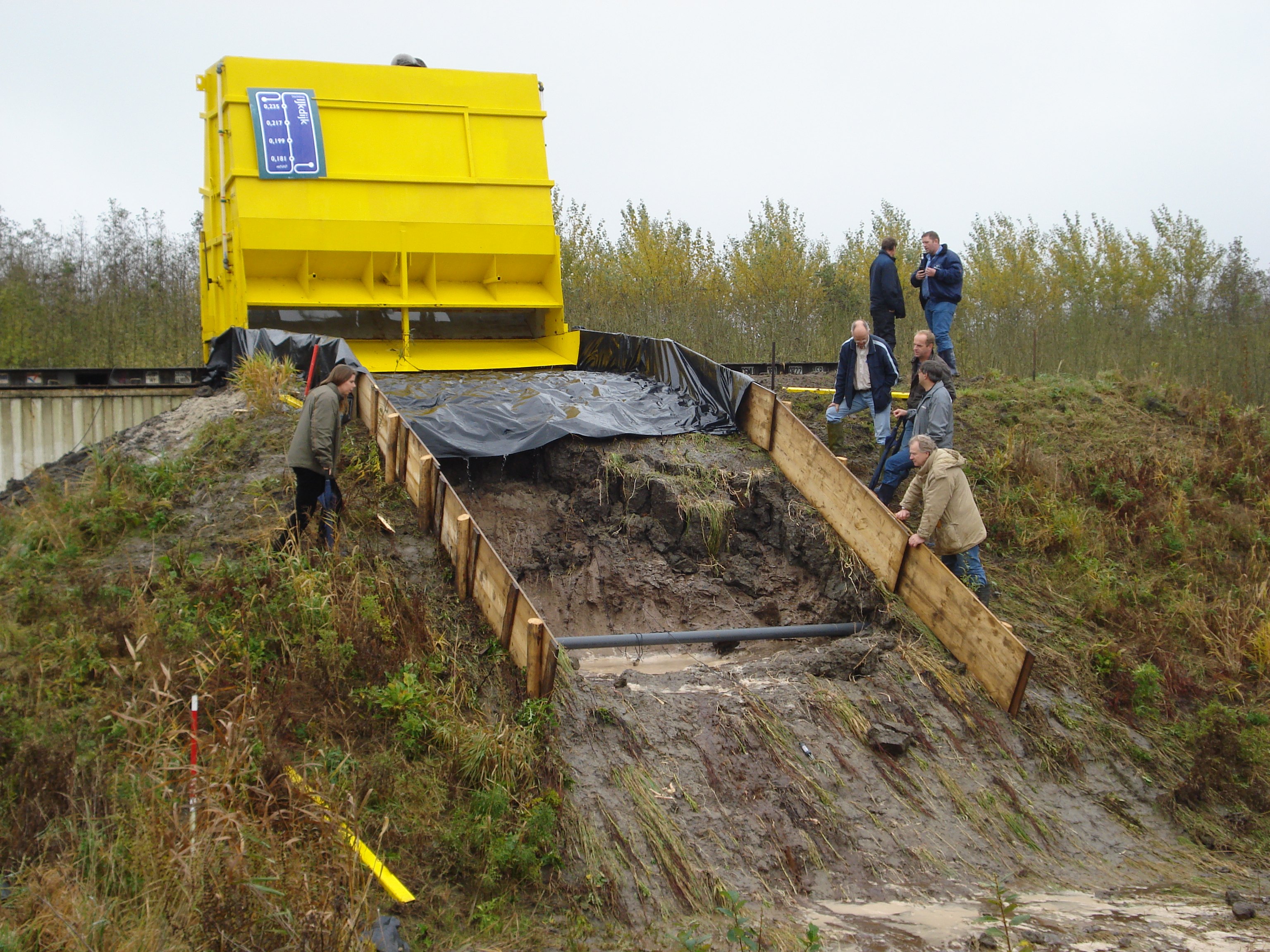
Een gapend gat was het resultaat van het experiment tijdens de opening van de IJkdijk op 2 november 2007.

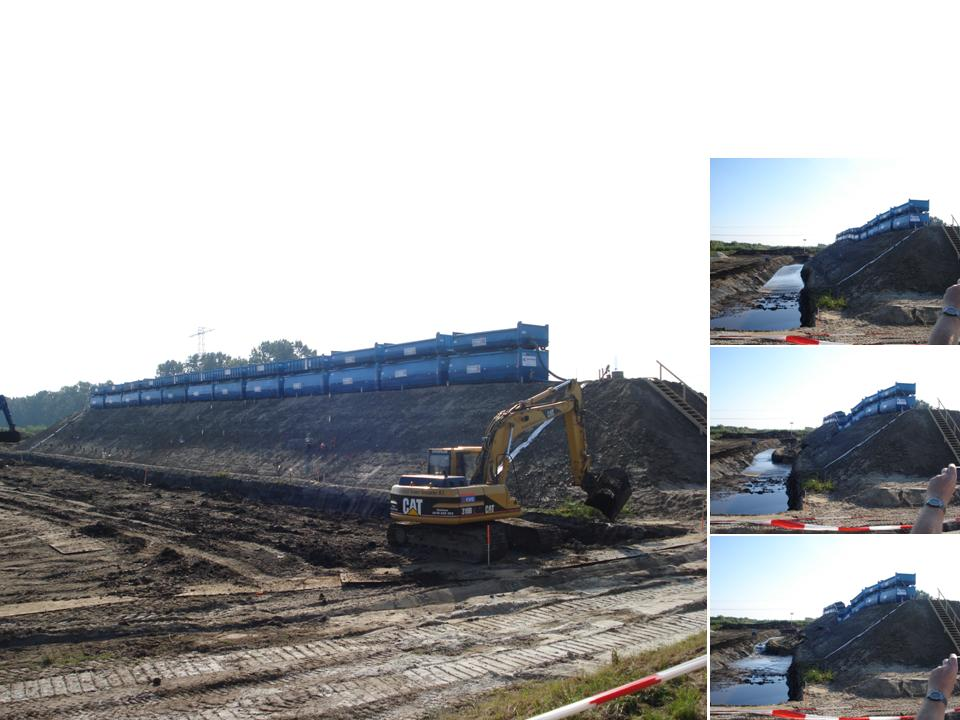
De dijk die voor het Macrostabiliteitsexperiment is gebouwd. De graafmachine heeft op 26 september 2008 een brede sloot gegraven die de ondergrond (veen) destabiliseerde. Op 27 september 2008 zakte de dijk in elkaar, nadat ook het waterpeil in de dijk was verhoogd, en de dijk te zwaar werd voor de ondergrond.

De IJkdijk is een testfaciliteit waarin dijken, sensortechnologie voor dijken, en wetenschappelijke modellen voor dijken worden getest door een samenwerkingsverband van ongeveer vijftig bedrijven en een tiental overheidsorganen en kennisinstellingen. De locatie bevindt zich in de gemeente Westerwolde, aan het B.L. Tijdenskanaal ten zuiden van de buurtschap Booneschans tegen de Duitse grens. De bouw begon in het najaar van 2006 door het IJkdijk Consortium. In 2010 zijn de experimenten afgerond en is de testfaciliteit opgeheven.

## Doel
Het doel van de IJkdijk is om waterkeringbeheerders inzicht te verschaffen in de toepasbaarheid van sensortechnologie in dijken en faalmechanismen van dijken. Doel is om te kijken of door het uitrusten van nieuwe en bestaande dijken met sensorsystemen dijkdoorbraken en andere problemen kunnen worden voorspeld. Daarnaast wordt ook nieuwe dijkconditioneringssystemen beproefd.

## Faciliteiten
De IJkdijk testfaciliteit kan hoogwaterstanden en andere dijkproblemen op realistische wijze nabootsen waardoor uiteindelijk testdijken zullen bezwijken. De IJkdijk maakt het daardoor mogelijk om een verband te leggen tussen de staat van de dijk en een eventuele doorbraak. Het doel is om met de meetgegevens voorspellende modellen op te stellen.

### Eerste test
De eerste test in november 2007 was eigenlijk een test van de IJkdijk zelf. Door het aanleggen van een testdijk en het doen van een beperkt experiment werd duidelijk wat er moet worden geregeld om een proef (op nog grotere schaal) te doen. Op 2 november 2007 heeft staatssecretaris Tineke Huizinga van het Ministerie van Verkeer en Waterstaat de IJkdijk geopend. De testdijk, voorzien van sensoren en actuatoren, is daarbij vernield door golven van een golfoverslagsimulator. Deze simulator laat ongeveer 2 m3 los op de landzijde van de dijk.

## Macrostabiliteitsexperiment
Op 24 september 2008 is een proef begonnen waarbij werd gekeken naar een dijk die te zwaar werd voor de ondergrond. Hiervoor werd de dijk langzaam gevuld met water. Op 27 september 2008, om 16.02, is deze dijk bezweken.
In juni 2009 won het macrostabiliteitsexperiment de Pieken in de Delta award uit handen van minister van der Hoeven.

## Pipingexperiment
Tussen oktober en december 2009 zijn op de IJkdijklocatie vier proeven naar het faalmechanisme piping uitgevoerd. Bij een hoge waterstand kan het voorkomen dat er, ten gevolge van de hoge druk, aan de voet van een dijk water (kwel) doorsijpelt. Wanneer dit water zandkorrels meevoert, ontstaat er een buisvormige doorgang (pipe) onder de dijk die steeds verder groeit en zo de stabiliteit van de waterkering in gevaar brengt. De dijk kan hierdoor verzwakken en in het ergste geval bezwijken. Tijdens de praktijkproeven op de IJkdijk is dit ook daadwerkelijk gebeurd.